# Amt Arnsburg
Das Amt Arnsburg war ein Gerichts- und Verwaltungsbezirk in der Schwarzburg-Rudolstädter Unterherrschaft mit Sitz in Frankenhausen.

## Umfang
Das Gericht umfasste die Orte:
- Günserode
- Seega

## Geschichte
Das Amt Arnsburg wurde 1356 von den Schwarzburger Grafen aus dem Besitz der Grafen von Honstein erworben. Der Amtsname leitet sich von der Arnsburg her. Das Amt war wettinisches Lehen, seit 1485 bei der albertinischen Linie. Die Lehensrechte fielen 1815 an Preußen und wurden 1819 abgelöst.
1356 kam das Amt in den Besitz von Schwarzburg-Blankenburg, 1574 von Schwarzburg-Frankenhausen und ab 1559 von Schwarzburg-Rudolstadt.
Das Amt war zunächst Gericht erster Instanz und gleichzeitig untere Verwaltungsbehörde. Eine Trennung der Rechtsprechung von der Verwaltung war nicht gegeben.
Ab dem 18. Jahrhundert wurde das Amt als ein Teil des Amtes Frankenhausen angesehen. Eine förmliche Aufhebungsanordnung wurde jedoch nicht erteilt. Noch bis 1850 wird in öffentlichen Dokumenten die Bezeichnung „Amt Frankenhausen und Seega“ verwendet.